# Сластуха
Сластуха — село в Екатериновском районе Саратовской области. Административный центр Сластухинского муниципального образования. 
В Саратовском крае Сласту́ха ж. — сласть, лакомство.

## География
Село расположено на берегу реки Аткара, в юго-восточной части района. Расстояние до районного центра — 20 километров. В двух километрах к востоку от села расположен Вязовский лес.

## История
Поселение возникло во второй половине XVIII века как государственное село Новая Сластуха, также Богородицкое. Поселение входило в состав Аткарского уезда, и находилось в 30 верстах от уездного города.
В населённом пункте проводились базары (по вторникам) и ярмарки, ежегодные собирались в десятую пятницу и с 1-го по 8 сентября. В 1930 году при раскулачивании и коллективизации отобрали всё имущество (раскулачили) и выселили из села около 50 многодетных семей зажиточных крестьян («кулаков»), а первым председателем организованного коллективного хозяйства был избран Бурсакин.

## Население
На 1900 год в селе проживало 3 230 жителей обоего полу.
| 2002 | 2010 |
| ---- | ---- |
| 659  | ↘650 |

## Достопримечательности
Сохранившийся каменный храм в честь Казанской иконы Божией Матери, постройки 1830 года, на месте деревянной церкви во имя Казанской иконы Божией Матери (Казанская церковь), построенной в 1765 году, в 1826 году сгорела. В 1930 году храм был закрыт на волне богоборчества, уникальный иконостас изготовленный из позолоченного фарфора был варварски уничтожен. Здание церкви хотели использовать для размещения школы, но в итоге, в 1938 году, оно было передано в пользование сельской машинно-тракторной станции.

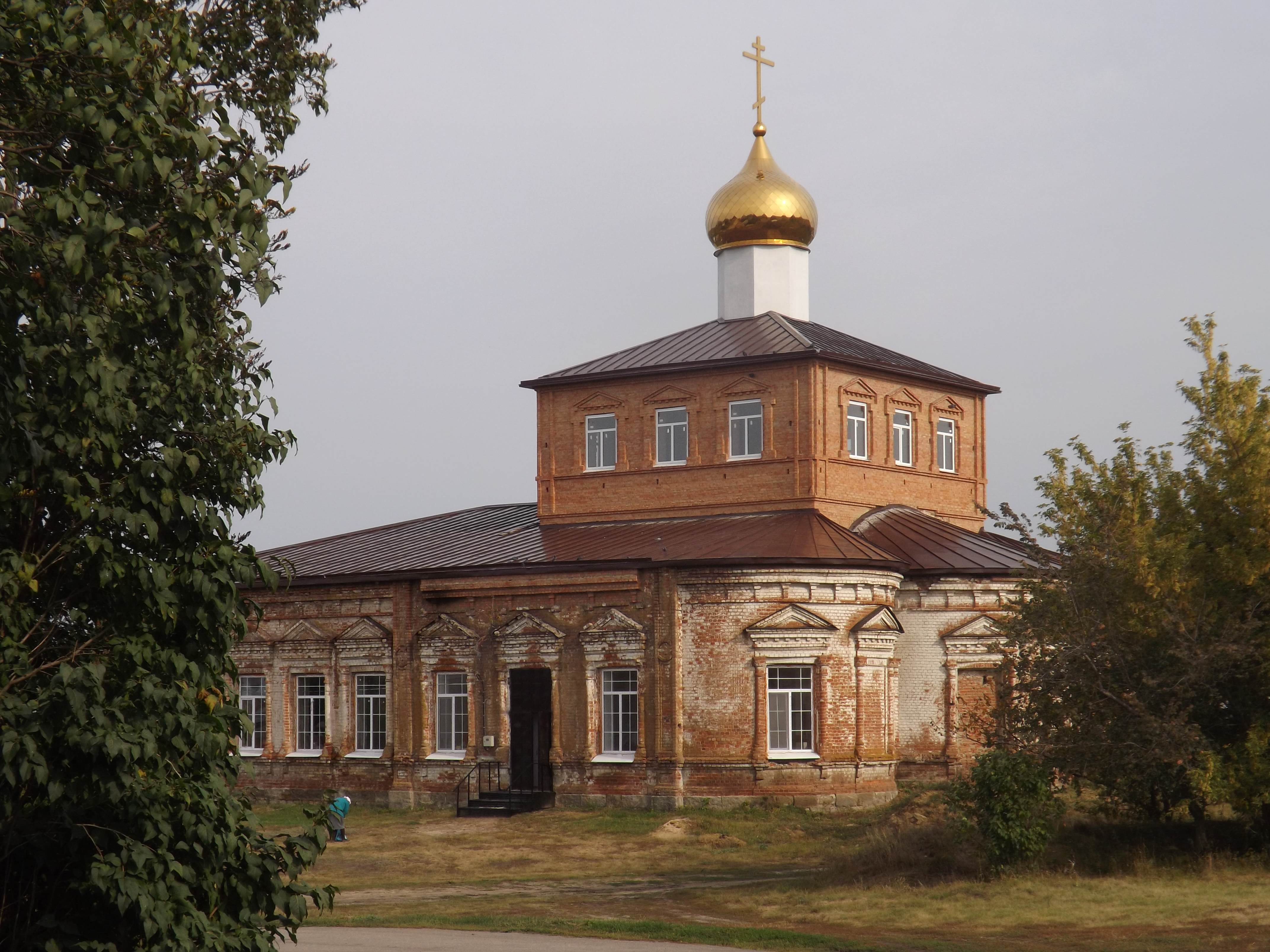
Церковь Казанской иконы Божьей Матери (вид 01)
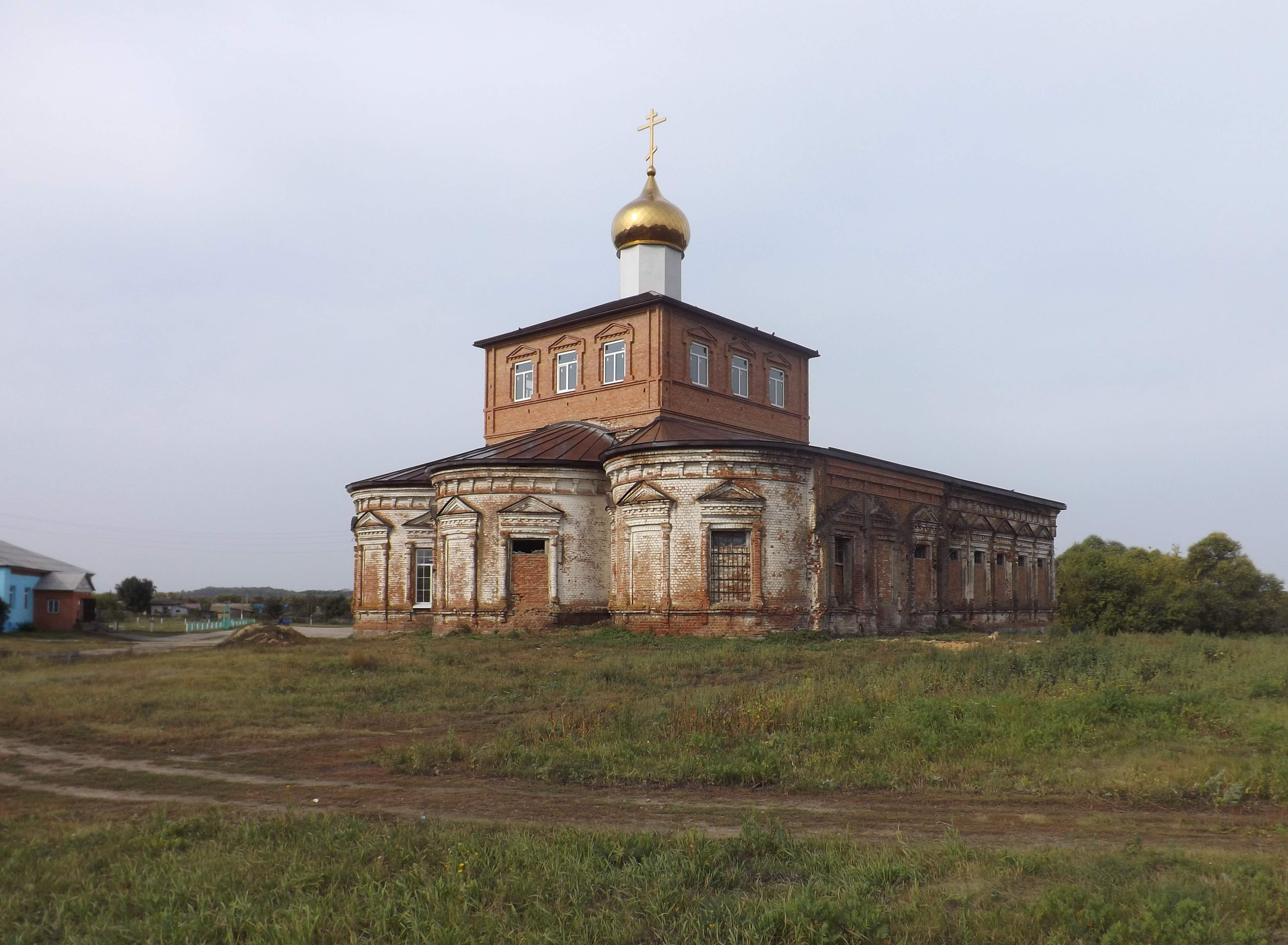
Церковь Казанской иконы Божьей Матери (вид 02)

## Известные жители
- Грязнов, Афанасий Сергеевич (1899—1969) — генерал-майор (1942).
- Заварин, Григорий Антонович (1902—1944) — Герой Советского Союза.
- Фильков, Василий Петрович (1913—1943) — Герой Советского Союза.